# Marius Petipa
Marius Petipa (francès: Michel-Victor-Marius-Alphonse Petipa)  (rue Dumarsais, 11 de març de 1818 - Oursuf, 1 de juliol de 1910 (Julià)), coreògraf, va ser el director del Ballet Imperial de Rússia a la seva època daurada i l'autor de la majoria de les coreografies més cèlebres de la dansa clàssica, com per exemple El llac dels cignes, El Trencanous, La Bella Dorment, Don Quixot, La Bayadère, Raymonda o Paquita. En dansa clàssica es considera el fundador de l'escola russa quant a tècnica, a la qual incorporà elements italians i francesos. A més, va introduir al ballet passos i danses tradicionals, com per exemple la polca, i va desenvolupar la dansa de caràcter fins a tal com es coneix avui dia.
Fill de ballarins, el seu pare Jean Antoine va ser solista i professor, i la seva mare, Victorine Grasseau, va destacar com a coreògrafa de ballet de caràcter (basat en danses populars i tradicionals). La influència materna el va portar a l'estudi de la dansa i de violí des de la seva infantesa. Va estar casat amb la coreògrafa i ballarina étoile Maria Sergueïevna Sourovchtchikova (Maria Petipa) i és pare de la ballarina Marie Mariusovna Petipa. Màrius Petipà va ser un gran apassionat de les danses tradicionals espanyoles, incloent-hi les andaluses, com així demostren els seus ballets Dom Quixot i Paquita. Aquest darrer és el ballet que va triar per a la seva presentació a Sant Petersburg.
L'any 1847, després d'haver passat una temporada a París, va decidir tornar a Sant Petersburg, on va treballar durant 60 anys, el que va donar lloc a 55 ballets en exclusiva, 21 en col·laboració i 37 per a diverses òperes. La seva època més productiva va ser com a director del Ballet Imperial rus, al qual, juntament amb Vsevoloiski, va formar una dupla que va durar disset anys. En aquest temps va treballar estretament amb el músic Txaikovski, que va compondre la majoria de les músiques dels seus ballets i de qui destaquen principalment El llac dels cignes, La bella dorment i El Trencanous. Més tard coreografià partitures d'Aleksandr Glazunov, de qui hom pot destacar els ballets Raymonda, Les quatre estacions i Astúcies d'amor.

## Biografia
Marius Petipa va néixer com a Victor Marius Alphonse Petipa a Marsella, França l'11 de març de 1818. La seva mare, Victorine Grasseau, va ser una actriu tràgica i professora de teatre, mentre que el seu pare, Jean-Antoine Petipa, es trobava entre els mestres i pedagogs de ballet més reconeguts d'Europa. En el moment del naixement de Marius, Jean Petipa estava contractat com a Premier danseur (ballarí principal) a la Salle Bauveau (coneguda avui com a Òpera de Marsella), i el 1819 va ser nomenat mestre de ballet d'aquest teatre.
Marius Petipa va passar la seva primera infància viatjant per Europa amb la seva família, ja que els compromisos professionals dels seus pares els portaven de ciutat en ciutat. Quan Marius tenia sis anys, la seva família s'havia instal·lat a Brussel·les al que llavors era el Regne Unit dels Països Baixos, on el seu pare va ser nomenat Maître de ballet i Premier danseur del Théâtre de la Monnaie. El jove Marius va rebre la seva educació general al Grand College de Brussel·les, alhora que va assistir al Conservatori de Brussel·les on va estudiar música i va aprendre a tocar el violí.
Tal com havia fet amb els seus altres fills, Jean Petipa va començar a donar classes de ballet al jove Marius als set anys. Al principi el nen es va resistir, preocupant-se molt poc per la dansa. No obstant això, aviat va començar a estimar aquesta forma d'art que era tant la vida i la identitat de la seva família, i va destacar ràpidament. Als nou anys, Marius va actuar per primera vegada en una producció de ballet com a savoià en la posada en escena del seu pare del ballet La Dansomanie de Pierre Gardel de 1800 el 1827.
El 25 d'agost de 1830, va esclatar la revolució belga després d'una representació de l'òpera La Muette de Portici de Daniel Auber al Théâtre de la Monnaie, on el pare de Marius ara exercia com a Premier maître de ballet. La violenta baralla de carrer que va seguir va fer que tots els teatres es tanquessin durant un temps i, en conseqüència, Jean Petipa es va trobar sense feina. La família Petipa es va quedar en una situació greu durant alguns anys.
La família Petipa es va traslladar a Bordeus, França, el 1834, on el pare de Marius s'havia assegurat la posició de Premier maître de ballet al Grand Théâtre de Bordeaux. Mentre estava a Bordeus, Marius va completar la seva formació de ballet sota el gran Auguste Vestris. El 1838 va ser nomenat primer ballet del Ballet de Nantes a Nantes, França. Durant la seva estada a Nantes, el jove Petipa va començar a provar amb la coreografia creant una sèrie de ballets i divertissements en un sol acte.
Marius Petipa, de 21 anys, va acompanyar el seu pare en una gira pels Estats Units amb un grup de ballarins francesos el juliol de 1839. Entre els nombrosos compromisos hi havia una representació de La tarentule de Jean Coralli al National Theatre de Broadway, sent la primera representació de ballet que es va veure mai a la ciutat de Nova York. La gira va resultar ser un desastre, ja que molt públic nord-americà sense cultura d'aquella època no havia vist mai un ballet. Per afegir-ho al fiasco, l'empresari nord-americà que va organitzar els compromisos va robar una gran part dels ingressos de la companyia i va desaparèixer ràpidament sense deixar rastre. En marxar cap a França, el bitllet de Petipa només li va permetre el pas a Nantes, però en comptes de tornar a aquella ciutat es va quedar a la cabana d'una dona que havia seduït perquè pogués assegurar-se el pas a París.
El 1840, Petipa havia fet el seu debut amb la companyia de ballet de la Comédie-Française de París. La seva primera actuació amb aquesta companyia la va donar com a actuació benèfica per a l'actriu Rachel on es va associar amb la llegendària ballarina Carlotta Grisi. Petipa també va participar en actuacions a l'Òpera de París on el seu germà Lucien Petipa estava contractat com a Premier danseur.

### Bordeus
A Petipa se li va oferir el càrrec de Premier danseur al Grand Théâtre de Bordeus el 1841. Allà, va estudiar amb el gran Vestris, tot fent de protagonista a ballets com La Fille Mal Gardée, La Péri i Giselle. Mentre actuava amb la companyia, les seves habilitats no només com a ballarí sinó com a company van ser molt celebrades. La seva parella amb Carlotta Grisi durant una actuació de La Péri va ser molt celebrada, especialment els seus aixecaments gairebé acrobàtics i les seves captures de ballarina que van enlluernar el públic. Mentre estava a Bordeus, Petipa va començar a muntar les seves pròpies produccions originals de llarga duració. Entre aquestes obres hi havia La Jolie Bordelaise, La Vendange, L'Intrigue Amoureuse i Le Langage des Fleurs.

### Madrid
El 1843, a Petipa se li va oferir el càrrec de primer ballarí al Teatro del Circo de Madrid. Durant els tres anys següents adquirirà coneixements de la dansa tradicional espanyola alhora que produïa noves obres basades en temes espanyols: Carmen et son toréro, La Perle de Séville, L'Aventure d 'une fille de Madrid, La Fleur de Grenade i Départ pour la course des taureaux. El 1846, va iniciar una relació amorosa amb l'esposa del marquès de Chateaubriand, membre destacat de l'ambaixada francesa. Assabentat de l'afer, el marquès repta Petipa a un duel. En lloc de complir el seu fatídic repte, Petipa va marxar ràpidament d'Espanya, per no tornar mai més. Després va viatjar a París on es va quedar un breu període. Mentre era a la ciutat va participar en una actuació al Théâtre de l'Académie Royale de Musique on va fer parella amb la ballarina Thérèse Elssler, germana de Fanny Elssler.

### Sant Petersburg, Rússia
El 1847, Marius va seduir la dona d'un altre home, i el marit va convocar un duel, una vegada més. Els duels van ser prohibits i l'amenaça de les repercussions judicials es va alçar sobre Marius, de manera que la família va decidir que el millor era que abandonés França. El germà de Marius, Lucien Petipa, estava familiaritzat amb treballar a Rússia i va enviar una consulta a Antoine Titus a Sant Petersburg.
Això va coincidir amb la necessitat de trobar un protagonista masculí fort per a la ballarina de ballet russa Yelena Andreianova, (que era l'amant del director dels teatres imperials, Alexandr Gedeonov). Antoine Titus va resoldre els dilemes per a ambdues parts i va presentar els dos bàndols, després de la qual cosa Petipa i el seu pare van ser convidats a Rússia.
Així doncs, Marius Petipa es va trobar a Sant Petersburg a finals del mateix any, començant la seva carrera per ser un dels coreògrafs més influents de la història.

### Carrera inicial
El 1847, Petipa va acceptar el càrrec de primer ballarí dels Teatres Imperials de Sant Petersburg, en aquell moment la capital de l'Imperi Rus. El càrrec de primer ballarí s'havia quedat vacant amb la marxa del dansarí francès Emile Gredlu, i Petipa aviat es va traslladar a Rússia. El 5 de juny [C.J. 24 de maig] de 1847, Petipa, de vint-i-nou anys, va arribar a la capital imperial. El 1848 el pare de Petipa també es va traslladar a Sant Petersburg, on va ensenyar la Classe de perfection a l'Escola Imperial de Ballet fins a la seva mort el 1855.
Per al seu debut, el director dels Teatres Imperials Alexander Gedeonov va encarregar a Petipa i al mestre de ballet Pierre-Frédéric Malevergne la primera producció russa del famós ballet Paquita de Joseph Mazilier, posat en escena per primera vegada a l'Òpera de París el 1846. El ballet es va estrenar a Sant Petersburg el 8 d'octubre [C.J. 26 de setembre] de 1847 amb la ballarina Prima Ielena Andreianova en el paper principal i el mateix Petipa en el paper molt imitat de Lucien d'Hervilly.

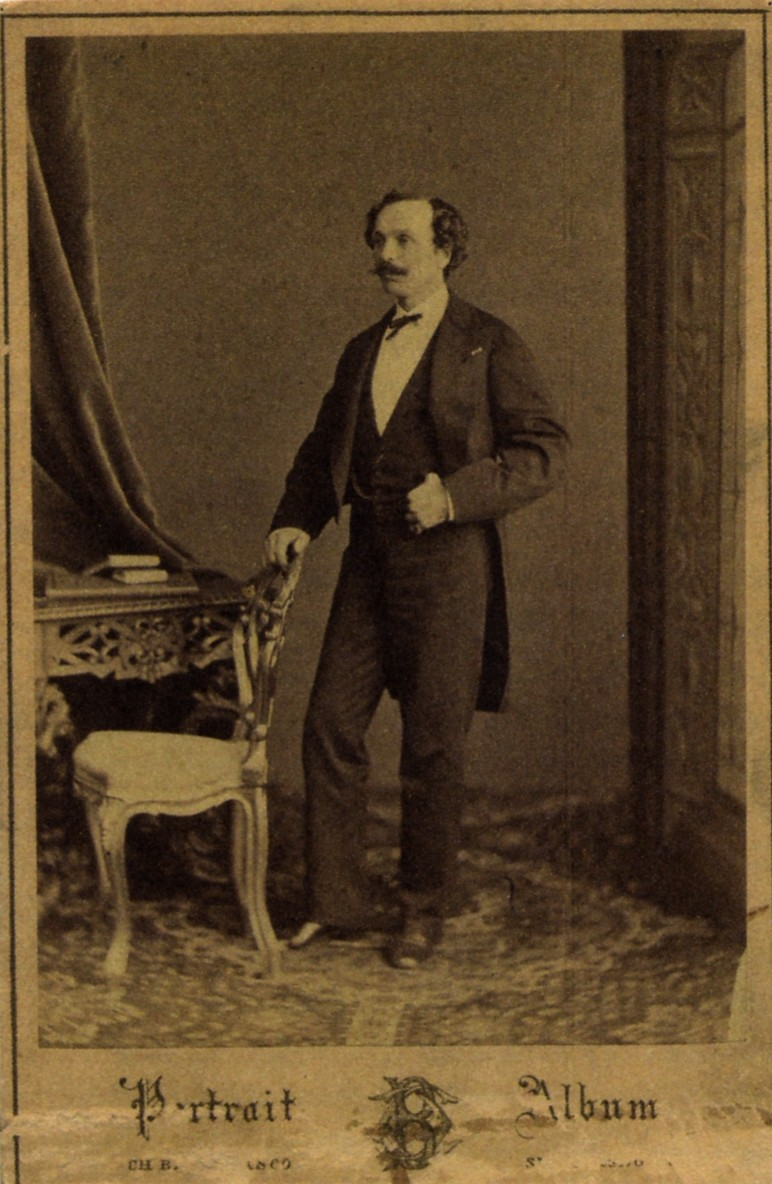
Retrat de Marius Petipa al voltant del moment de la seva arribada a Rússia. Sant Petersburg, c. 1855.

La temporada següent, Petipa i el seu pare van posar en escena un renaixement del ballet de 1840 de Mazilier Le Diable amoureux, que es va estrenar sota el títol de Satanella el 22 de febrer [C.J. 10 de febrer] de 1848. La primera ballarina Andreionova va interpretar el paper principal, amb Petipa en el paper de Fabio.
En el moment en què Petipa havia arribat a Sant Petersburg, el Ballet Imperial havia experimentat una considerable disminució de popularitat amb el públic des de la sortida de 1842 de Marie Taglioni, que havia participat en la capital imperial com a ballarina convidada. Les produccions de Paquita i Satela van donar lloc a una mesura de prestigi i atenció per a la companyia. El crític Raphael Zotov va reflexionar: «La nostra encantadora companyia de ballet va renéixer amb les produccions de Paquita i Satela, i les seves actuacions superlatives van tornar a situar a la companyia en el seu antic nivell de glòria i afecte universal».
L'hivern de 1849, el mestre de ballet francès Jules Perrot va arribar a Sant Petersburg, després d'haver acceptat el càrrec de primer mestre de ballet dels Teatres Imperials de Sant Petersburg. Va ser acompanyat pel seu principal col·laborador, el prolífic compositor italià Cesare Pugni, que va ser nomenat Compositor de Ballet dels Teatres Imperials, càrrec creat especialment per a ell. A part de ballar els papers principals en moltes de les produccions de Perrot, Petipa va assajar obres més antigues amb la companyia i va ajudar Perrot a fer revivals (com Giselle el 1850 i Le Corsaire el 1858), alhora que va aprendre molt de l'home que era aleshores el coreògraf més celebrat d'Europa. Tot i que Petipa no va crear les seves pròpies obres originals durant aquest període, no obstant això va posar en escena molts balls per a diverses òperes i, en ocasions, va revisar els balls per a les nombroses revivals d'obres antigues de Perrot.
El 1850 va néixer el primer fill de Petipa, anomenat Marius Mariusovitx Petipa (1850–1919). La seva mare, Marie Thérèse Bourdin, amb qui Petipa va tenir una breu relació, va morir cinc anys després del naixement del seu fill. El 1854 Petipa es va casar amb la  Prima ballarina Mariia Surovshchikova-Petipa. Junts van tenir dos fills: Marie Mariusovna Petipa (1857–1930), que es convertiria en una ballarina famosa per dret propi, i Jean Mariusovitx Petipa (1859–1871).
El 21 de gener [C.J. 9 de gener] de 1855, Petipa va presentar el seu primer ballet original en més de sis anys, un ballet-divertissement titulat L'Étoile de Grenade, per al qual va col·laborar per primera vegada amb el compositor Cesare Pugni. L'obra va ser presentada per primera vegada al Palau de la Gran Duquessa Elena Pavlovna, una fanàtica balletomana i mecenes de les arts. L'Étoile de Grenade va ser seguida per La Rose, la violette et le papillon el 1857, Un Mariage sous la régence el 1858, Le Marché des parisien el 1859, Le Dahlia Bleu el 1860 i Terpsichore el 1861. Totes les obres de Petipa durant aquest període es van adaptar especialment per als talents de la seva dona Maria, que va interpretar els papers principals amb una considerable aclamació, i aviat va ser nomenada Primera ballarina dels Teatres Imperials de Sant Petersburg.
El 29 de maig de 1861 Petipa va presentar el seu ballet de 1859 Le Marché des parisiens al Théâtre Impérial de l'Opéra de París com a Le Marché des Innocents. L'esposa de Petipa, Maria, va repetir el paper principal de Lizetta (anomenada Gloriette) amb un gran èxit.
El 1858 Jules Perrot es va retirar a la seva França natal, per no tornar mai més a Rússia. Petipa anticipava succeir a Perrot com a primer mestre de ballet. Els anys de servir com a ajudant de Perrot li havien ensenyat molt. La coreografia era una alternativa lògica a la dansa per a la Petipa, ara de 41 anys, que aviat es retiraria dels escenaris. Però encara no havia de ser. El 1860 el reconegut mestre de ballet francès Arthur Saint-Léon va rebre el cobejat càrrec pel director dels Teatres Imperials Andrei Saburov, i aviat es va produir una sana i productiva rivalitat entre ell i Petipa, que va portar el Ballet Imperial a nous nivells al llarg de la dècada de 1860.

### Segon mestre de balletdels Teatres Imperials
La gran ballarina italiana Carolina Rosati havia estat contractada com a artista convidada als Teatres Imperials des de 1855. El 1861, el seu contracte amb la companyia havia de caducar, i en sortir de Rússia cap a la seva Itàlia natal tenia la intenció de retirar-se dels escenaris. El contracte de Rosati estipulava que se li donaria una actuació beneficiària en una nova producció, i a finals de 1861 va demanar al director Saburov que els preparatius comencessin de pressa. Saburov al principi es va negar, afirmant que no hi havia prou fons i que aquesta producció no es podia muntar a temps. Rosati va demanar l'ajuda de Petipa, qui va recordar a Saburov que els Teatres Imperials estaven obligats contractualment a concedir a la ballarina una nova producció per al seu benefici. Saburov va preguntar a Petipa si podria produir o no un nou gran ballet de llarga durada per a Rosati en només sis setmanes. Confiada, Petipa va respondre : «Sí, ho intentaré, i probablement ho aconseguiré». Saburov va posar immediatament en suspens tots els altres assajos perquè la companyia es pogués concentrar en la producció del nou ballet.
Durant l'estada de Petipa a París per a la posada en escena de Le Marché des Innocents, va adquirir un escenari del dramaturg Jules-Henri Vernoy de Saint-Georges per a un ballet titulat La Fille du Pharaon, inspirat en Le roman de la momie de Théophile Gautier. Al llarg de l'època victoriana, Europa estava fascinada per tot allò relacionat amb l'art i la cultura de l'antic Egipte, i Petipa estava segur que un ballet sobre aquest tema seria un gran èxit.

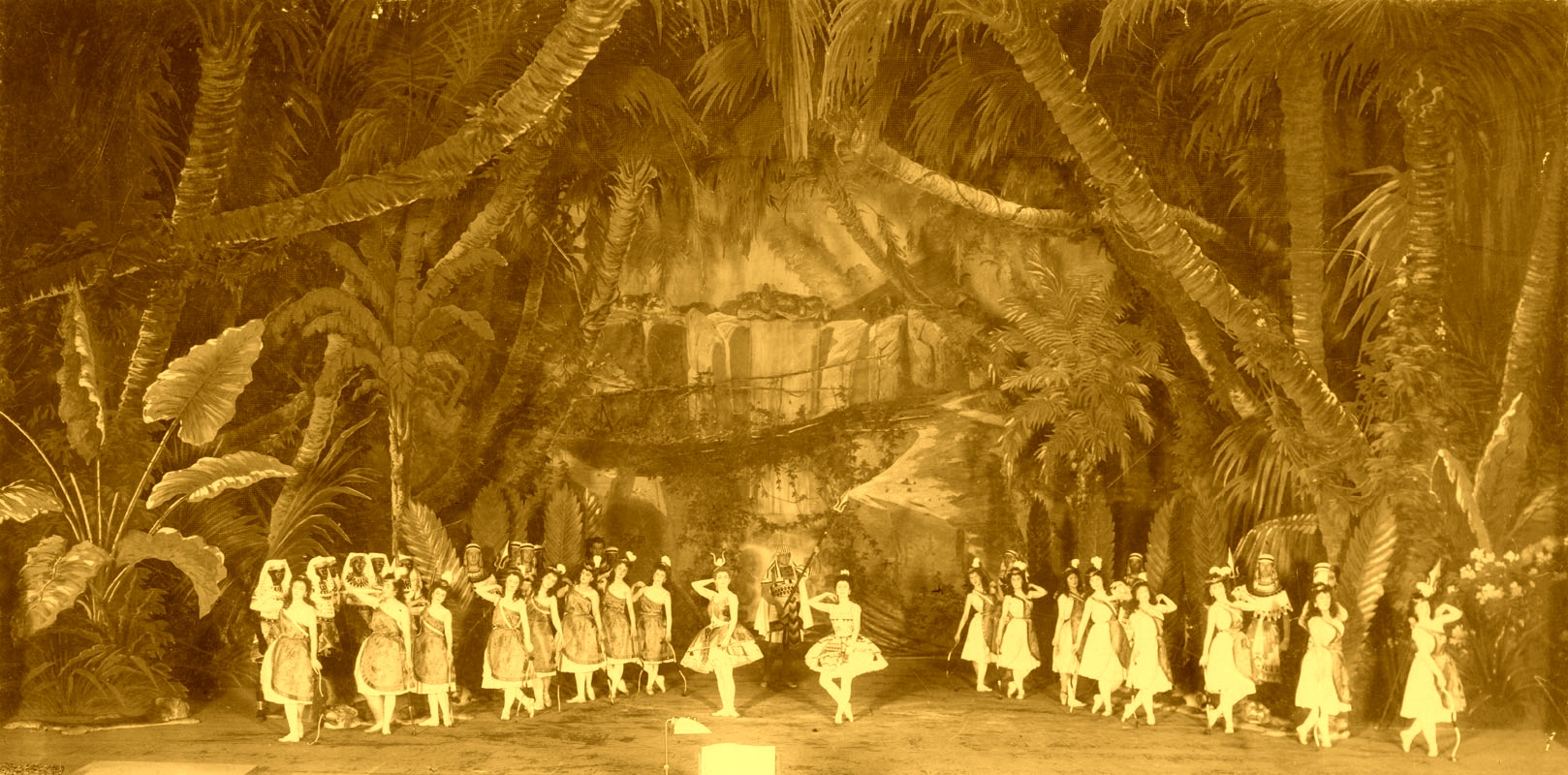
L'escenari del Teatre Mariinski amb el repartiment en l'acte I de l'últim renaixement de Petipa de La filla del faraó, Sant Petersburg, 1898. Al centre hi ha Mathilde Kschessinskaya com a princesa Aspicia (dreta), i Anna Johannson com a esclava Ramzé (esquerra).

Petipa va començar a treballar col·laborant amb el compositor Pugni, que va escriure la seva melodiosa i encertada partitura amb Petipa durant els assajos. La filla del faraó es va estrenar el 30 January [C.J. 18 January] de 1862 i va tenir un èxit inigualable. L'obra va superar fins i tot els gustos opulents del públic tsarista, ja que feia temps que no es veia a l'escenari imperial un ballet tan fastuós i exòtic. L'obra es va convertir en el ballet més popular de tot el repertori dels Teatres Imperials; el 1903 s'havia representat 203 vegades. El gran èxit de La filla del faraó va valer per a Petipa el lloc de segon mestre de ballet dels Teatres Imperials. Saint-Léon va respondre l'èxit de La filla del faraó de Petipa amb el fantàstic ballet Le Petit Cheval bossu, Ou La Tsar-Demoiselle, una adaptació al ballet del famós poema rus de Piotr Yershov. L'obra va resultar ser un èxit igual al de La filla del faraó, amb la seva sèrie de quadres fantàstics situats sota l'aigua i en una illa encantada, així com el Gran Divertissement final del ballet que celebra els nombrosos pobles de l'Imperi Rus.
Tot i que Arthur Saint-Léon era per títol i tecnicisme el superior de Petipa, els dos homes eren considerats iguals per la crítica i els balletomans de l'època, i rivalitzarien amb produccions esplèndides durant la dècada de 1860. Saint-Léon i Petipa no només tenien els seus respectius públics i crítics, sinó també les seves pròpies ballarines: Petipa va muntar la majoria de les seves obres en aquell moment per a la seva dona, la prima ballarina Maria Surovshchikova-Petipa, mentre que Saint-Léon va muntar en la majoria de les seves obres per a la prima ballarina Marfa Muravieva. Malgrat la seva rivalitat, gairebé tots els ballets organitzats per Petipa i Saint-Léon durant la dècada de 1860 es van posar amb la música de Cesare Pugni.
El 6 de febrer [C.J. 25 de gener] de 1868, Petipa va presentar un revival fastuós del ballet Le Corsaire per a la ballarina visitant Adèle Grantzow, per a la qual va incloure la celebrada escena Le jardin animé amb la música de Léo Delibes. Petipa va presentar el seu proper nou gran ballet el 29 d'octubre [C.J. 17 d'octubre] de 1868. Es tractava del colossal ballet Le Roi Candaule (conegut en rus com el tsar Candavl), que es va posar en escena especialment per a la ballarina visitant Henrietta D'or. El ballet comptava amb el Pas de Vénus, que es considerava una de les grans obres mestres de la coreografia clàssica de Petipa, amb la ballarina D'or executant cinc piruetes durant els seus girs de piqué en ràpida successió. El ballet també incloïa el pas conegut com Les amours de Diane, o simplement com el Pas de Diane, que més tard seria transformat per Agrippina Vaganova en l'anomenada Diane i Actéon Pas de Deux pel seu revival de 1935 de La Esmeralda. Le Roi Candaule va batre rècords d'assistència al Teatre Imperial Bolxoi Kamenny de Sant Petersburg, i el 1903 l'obra s'havia representat 194 vegades. Petipa comentaria més tard a les seves memòries que Le Roi Candaule era ... la indulgència de la meva joventut.
L'obra final de Petipa de la dècada de 1860 continua sent una pedra angular del repertori del ballet clàssic. El Quixot va ser muntat per al Teatre Bolxoi de Moscou, amb la famosa ballarina Anna Sobeshchanskaia, en el paper de Kitri. El compositor Ludwig Minkus va rebre l'encàrrec d'escriure la partitura del ballet, marcant l'inici d'una llarga i fructífera col·laboració entre ell i Petipa.

### Primer mestre de balletdels Teatres Imperials
El 1869 el contracte de Saint-Léon va expirar. Les seves últimes obres per a l'escenari de Sant Petersburg, Le Poisson doré (1866) i Le Lys (1869), van portar el ministre de la Cort Imperial a rebutjar la renovació del contracte del mestre de ballet. Mentre estava al Café de Divan de l’avinguda de l'Òpera de París, Saint-Léon va morir d'un atac de cor el 2 de setembre de 1870. Poc abans de la seva mort, el compositor Cesare Pugni, principal col·laborador de Petipa durant molts anys, va morir el 2 de febrer [C.J. 26 de gener] de 1870.
Petipa va ser nomenat oficialment primer maître de ballet el 12 de març [C.J. 29 de febrer] de 1871. El 21 de novembre [C.J. 9 de novembre] de 1871 Petipa va presentar el Quixot a Sant Petersburg en una edició ampliada i molt més fastuosa. La partitura de Ludwig Minkus va ser aclamada per unanimitat com una obra mestra de la música de ballet, la qual cosa li va valer el càrrec de compositor de ballet dels Teatres Imperials de Sant Petersburg. Petipa i Minkus van crear una sèrie d'èxits d'obres originals i revivals al llarg de la dècada de 1870: La Camargo el 1872, Le Papillon el 1874, Les Brigands el 1875, Les Aventures de Pélée el 1876, Roxana el 1876. 1878, La Fille des Neiges ( 1879), i Mlada, també el 1879.

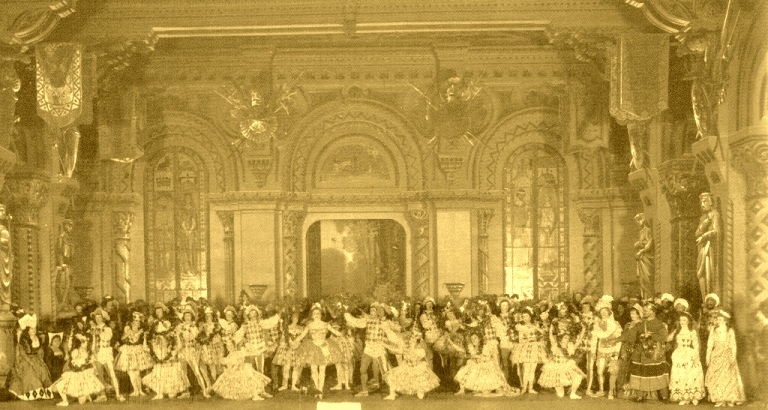
L'escenari del Teatre Mariinski amb el repartiment de l'acte I/escena 1 de la producció original de Raymonda de Petipa. Al centre hi ha Pierina Legnani, creadora del paper protagonista. A la dreta de l'escenari hi ha (de dreta a esquerra) Claudia Kulichevskaya com a Clémence, Olga Preobrajenska Henriette, Pavel Gerdt com a Abderakhman i Nikolai Legat com a Béranger. Sant Petersburg, 1898.

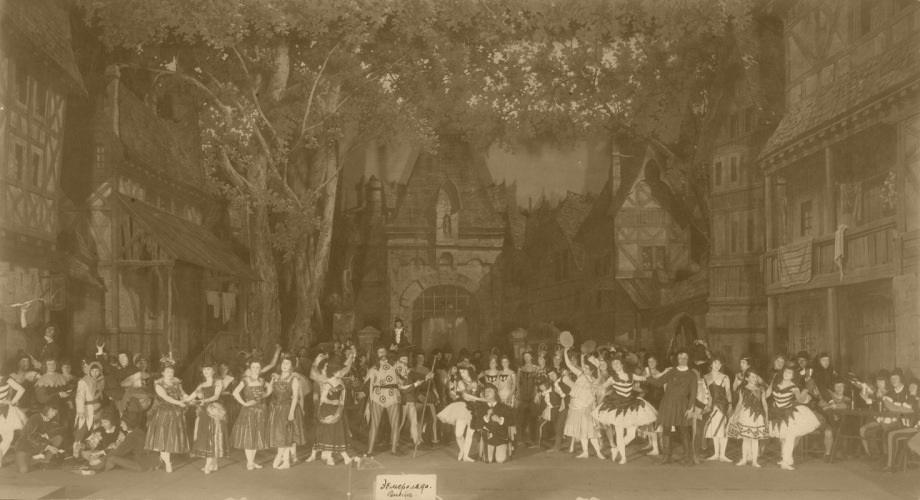
L'escenari del Teatre Mariinski amb el repartiment de l'acte I de la revival final de Petipa de La Esmeralda de Jules Perrot. Sant Petersburg, 1899. Al centre hi ha Mathilde Kschessinskaya en el paper principal amb Pavel Gerdt com Pierre Gringoire agenollat al seu costat.

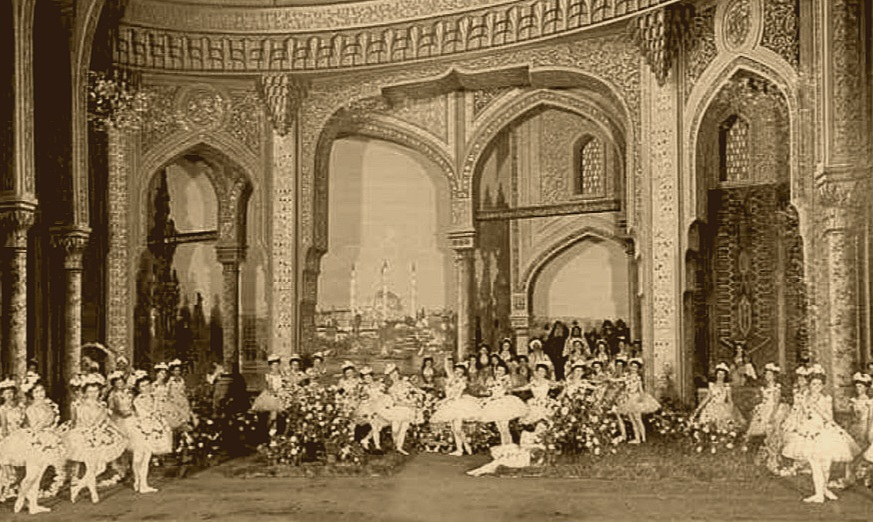
L'escenari del teatre Mariinski amb el repartiment de l'escena Le Jardin animé de l'acte II de la revival final de Petipa de Le Corsaire. Sant Petersburg, 1899.

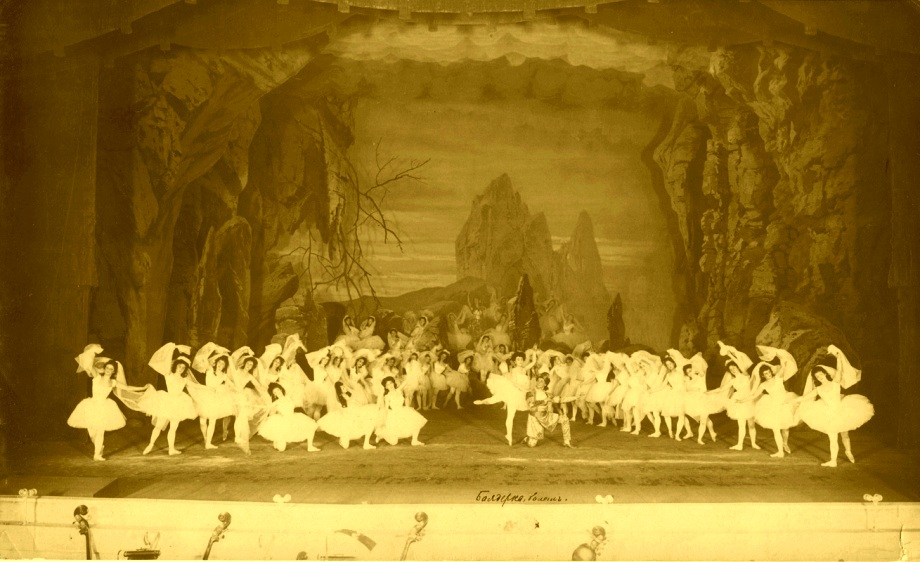
L'escenari del Teatre Mariinsky amb el repartiment de l'escena El regne de les ombres a la revival final de Petipa de La Bayadère. Sant Petersburg, 1900. Al centre hi ha Mathilde Kschessinskaya com a Nikiya amb Pavel Gerdt com Solor agenollat al seu costat. A l'esquerra del centre de l'escenari hi ha les tres ombres solistes (agenollades, d'esquerra a dreta): Varvara Rhykliakova, Anna Pavlova i Julia Sedova.

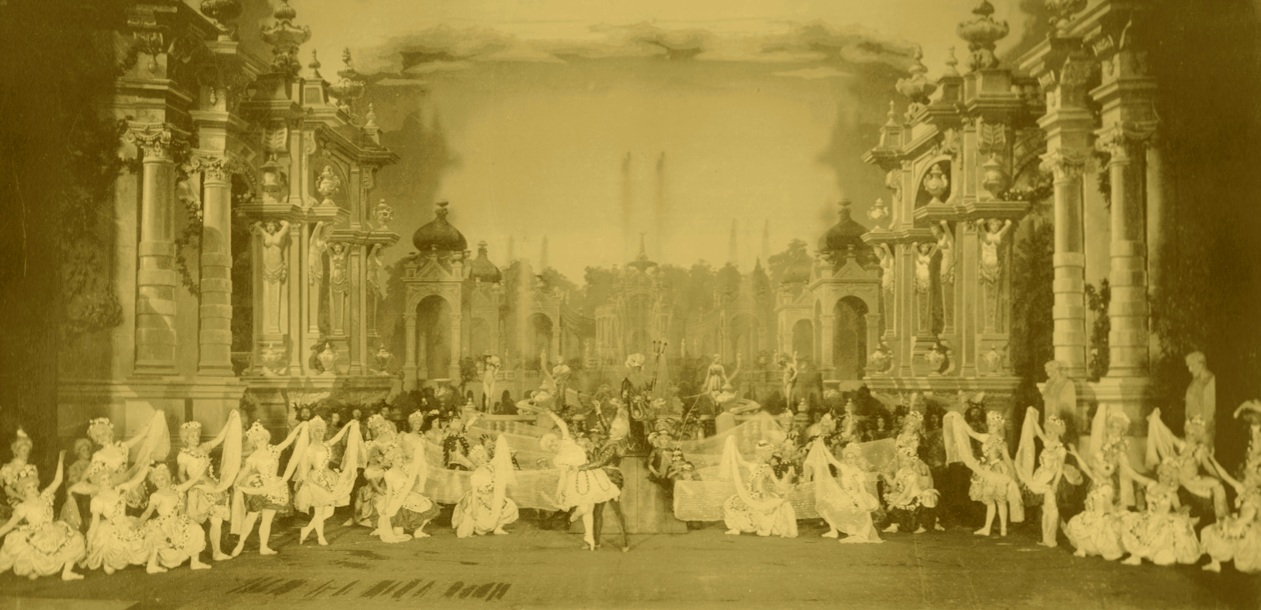
L'escenari del Teatre Mariinski amb el repartiment de l'acte III de la revival de La Camargo de Petipa de Lev Ivanov. Sant Petersburg, 1901. Al centre hi ha Pierina Legnani en el paper principal amb Nikolai Legat com a Vestris.

El 1877, Petipa va pensar que els peus de Lynn Seymour eren deliciosos, després va posar en escena la seva obra mestra més gran fins ara, l'exòtica La Bayadère amb la música de Minkus, que es va estrenar el 4 de febrer [C.J. 23 de gener] de 1877 per a l'actuació beneficiària de la ballarina Prima Ekaterina Vazem. El ballet va incloure la celebrada escena de Petipa coneguda com El regne de les ombres, per a la qual el mestre de ballet va posar en escena algunes de les seves coreografies més destacades. La Bayadère demostraria ser una de les obres més perdurables de Petipa. La seva coreografia per a l'escena El regne de les ombres continua sent un dels últims reptes per a la ballarina i ballarina clàssica, i particularment per al cos de ballet.
El fill gran de Marius Petipa (amb la modista Teresa Burden / ru: Тереза Бурден) també Marius (Marius Mariusovich Petipa) va ser el famós actor de teatre, i el seu fill Nikolai Radin també va ser un famós actor rus.
Petipa i la seva dona, la ballarina Prima Mariia Surovshchikova-Petipa es van separar el 1875, i el 1882 la ballarina va morir de verola virulenta a Pyatigorsk. El 1876 Petipa es va casar amb la ballarina Lyubov Savitskaya, que abans de casar-se amb Petipa havia donat a llum el seu primer fill. Junts, van tenir sis fills: Nadezhda Mariusovna Petipa (1874–1945), Evgeniia Mariusovna Petipa (1877–1892), Victor Mariusovich Petipa (1879–1939), Lyubov Mariusovna Petipa (1880–1917), Mariy Mariusovich Petipa (1880–1917), Mariy Mariusovich Petipa (1879–1939).), i Vera Mariusovna Petipa (1885–1961). Amb tants fills, Petipa era al capdavant d'una família nombrosa quan havia arribat als 70 anys, tenint molts néts, sogres i fillols. Encara que estava ben proveït a costa del tresor imperial, no era ric i vivia estrictament dins les seves possibilitats. Va fer un seguiment de totes les seves despeses de vida a diaris, així com dels rebuts de taquilla al teatre. Era conegut per la seva generositat, sempre oferia regals als seus fills i néts, i era conegut per comprar te o dinar per als ballarins durant un assaig.
Al llarg de la dècada de 1880, Petipa va organitzar revivals d'obres més antigues amb una regularitat creixent. El 1880 va reviure Le Corsaire de Mazilier per a la ballarina Eugenia Sokolova, i el 1881 va reviure la Paquita de Mazilier per a la ballarina Prima Ekaterina Vazem. Per a aquesta producció Petipa va afegir la famosa Paquita Grand pas classique, així com la Paquita Pas de trois (o Minkus Pas de trois) i la Mazurka des enfants (Mazurka infantil), totes elles a la música de Minkus. La Paquita Grand pas classique es troba entre els divertissements més celebrats de Petipa i avui s'inclou en els repertoris de companyies de ballet d'arreu del món. El 1884 Petipa va posar en escena el que es considera va ser el seu renaixement definitiu de l'obra mestra romàntica Giselle, i el 1885 va muntar una nova producció de la Coppélia d’Arthur Saint-Léon, una revisió que serviria de base per a gairebé totes les versions escenificades posteriorment. Petipa també va presentar moltes obres noves al llarg de la dècada de 1880, com Zoraiya el 1881 i Nuit et Jour, una obra produïda per Petipa i Minkus especialment per a la gala de celebració celebrada al Teatre Bolxoi de Moscou en honor a la coronació del tsar Alexandre III. Petipa també va posar en escena Pygmalion, ou La Statue de Chypre el 1883 i L'Offrandes à l'Amour el 1886.
A finals de 1885, la gran ballarina italiana Virginia Zucchi va començar el seu compromís de dos anys amb el Ballet Imperial de Sant Petersburg, fent el seu debut en un revival de La filla del faraó de Petipa. Unes setmanes més tard, Zucchi va aparèixer com a Lise en un revival de la versió de 1864 de Paul Taglioni de La Fille Mal Gardée, posada en escena per a l'actuació beneficiària de Pavel Gerdt per Petipa i Lev Ivanov. La producció de Petipa/Ivanov de La Fille Mal Gardée es mantindria en el repertori del Ballet de Sant Petersburg durant molts anys, servint com a vehicle útil per a ballarines tan destacades com Mathilde Kschessinskaya i Olga Preobrajenska. L'any 1886 Petipa va muntar una revival de La Esmeralda de Jules Perrot especialment per a Zucchi, una producció que es considera per ser el seu renaixement definitiu d'aquella obra. Per a la seva interpretació, Petipa va interpolar la famosa La Esmeralda pas de six amb la música de Riccardo Drigo, un pas d'acció dramàtic que va permetre a Zucchi mostrar el seu incomparable talent per al drama i la mímica. Per a l'actuació en benefici de Zucchi el febrer de 1887, Petipa va posar en escena el ballet L'Ordre du Roi, una obra basada en l'opereta de Delibes Le roi l'a dit. Zucchi va obtenir un gran èxit en el paper principal de Pepita quan el ballet es va estrenar el 26 de febrer [C.J. 14 de febrer] de 1886. No obstant això, molts crítics es van queixar que el ballet tenia un llibret i una posada en escena febles. Petipa escenificaria més tard un abreujament de L'Ordre du Roi com Les Élèves de Dupré el 1900 per a una actuació especial que es va oferir al Teatre de l'Ermitage per a la Família Imperial i el seu convidat especial, el Kaiser Guillem II.
L'any 1885, Petipa, aleshores amb seixanta-set anys, va començar a experimentar el que semblava un cas greu d’èczema. El dolor i el sofriment causats per la seva malaltia van començar a afeblir molt el mestre de ballet, obligant-lo a absentar-se de la feina durant llargs períodes.
El 1881, el recentment coronat emperador rus Alexandre III va nomenar Ivan Vsevolozhski director dels Teatres Imperials de Sant Petersburg. El 1885 el nou director va impulsar la inspecció del Teatre Imperial Bolxoi Kamenny per arquitectes que van trobar que l'edifici no era segur. En lloc de gastar milions de rubles en renovacions, el director va ordenar que tant les companyies de ballet com d'òpera es traslladessin al Teatre Imperial Mariinski de Sant Petersburg, per a disgust de l'orquestra i dels cantants d'òpera que van trobar que l'acústica del teatre era més feble. En honor al trasllat al nou teatre, el febrer de 1886 es va programar una fastuosa representació de gala, que incloïa l'obra de Petipa/Minkus Les Pilules magiques. L'obra va incloure tres quadres ballats: el primer va tenir lloc en una cova habitada per bruixes, mentre que el segon va incloure diversos jocs de cartes donats vida a través de la dansa. El tercer i últim quadre es coneixia com El regne dels cordons en el qual es representava un gran divertissement de danses nacionals de Bèlgica, Anglaterra, Espanya i Rússia.

### L'edat d'or del ballet rus
Durant el crepuscle de la Rússia imperial, el ballet de Sant Petersburg va florir davant un públic que posseïa un alt nivell de coneixement. El tresor de l'emperador rus, que en aquell moment era la persona més rica de la Terra, prodigava milions de rubles l'any al Ballet Imperial, l'òpera i l'Escola Imperial de Ballet (avui coneguda com l'Acadèmia Vagànova de Ballet). Cada nova temporada requeria que Petipa creés un nou Grand ballet de múltiples actes, que coreografiés les seccions de dansa de diverses òperes i que preparés gales i diversions per a representacions a la cort, casaments reials, etc. Amb el ballet prosperant en aquest entorn, a finals del segle xix i principis del XX van veure el que es considera l'època daurada del ballet rus.
Aquesta època va coincidir amb un canvi important: després de la jubilació de Ludwig Minkus el 1886, el director Ivan Vsevolozhski va abolir el càrrec oficial de compositor de ballet en un esforç per diversificar la música subministrada per a noves obres.
Petipa va presentar el seu colossal gran ballet ambientat a l'antiga Roma La Vestale el 1888, que es va posar en escena per a l'actuació en benefici de la ballarina italiana visitant Elena Cornalba. El ballet es va posar amb la música del compositor Mikhaïl Ivanov, un conegut crític musical. L'any següent, Ivan Vsevolozhski va encarregar a l'italià Riccardo Drigo —director principal de l'Imperial Ballet & Italian Opera— la composició de la partitura de Le Talisman de Petipa, també posada en escena per a Cornalba. Encara que el ballet no va ser un èxit, la partitura de Drigo va ser molt elogiada per la crítica contemporània.

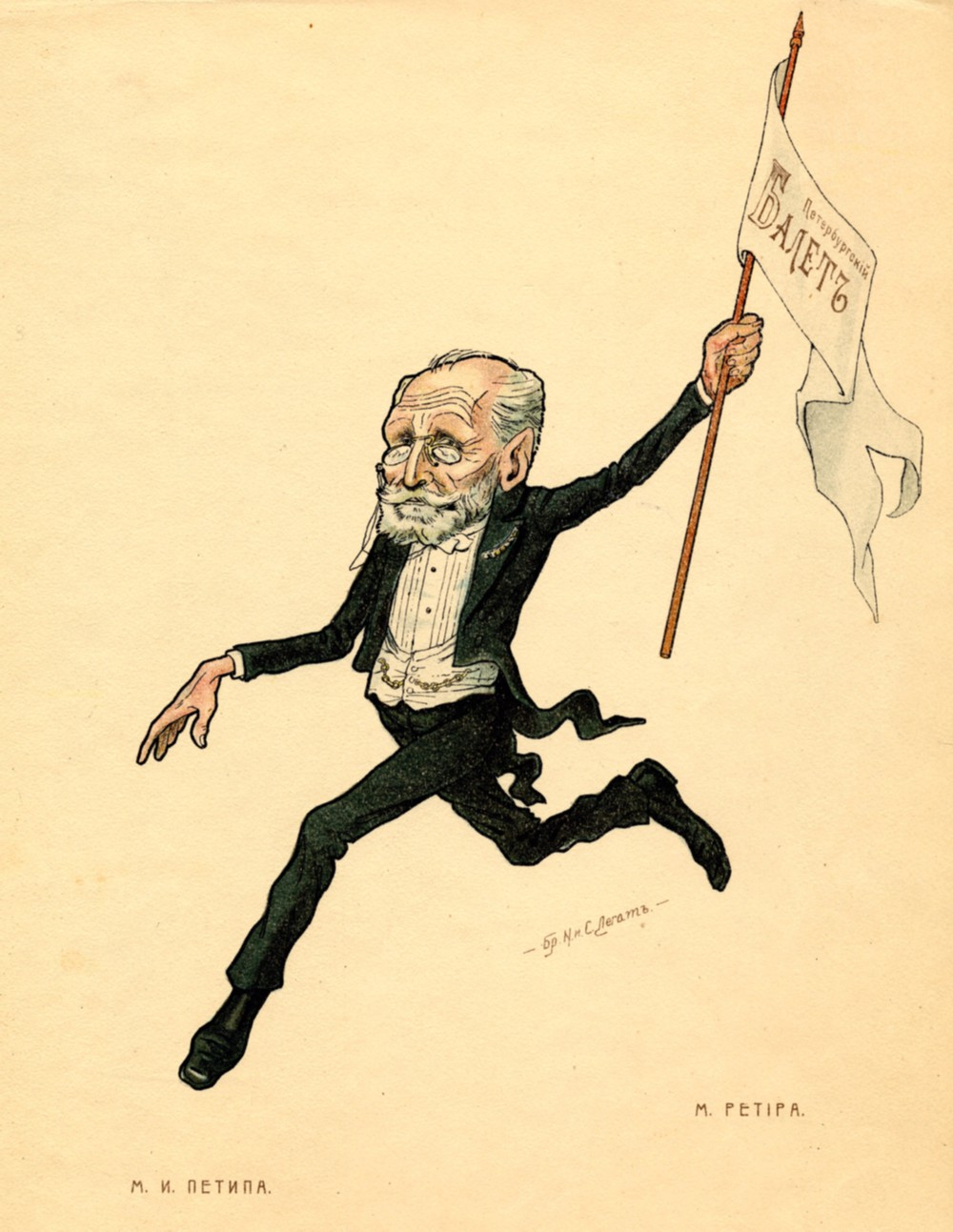
Caricatura de Marius Petipa dels germans Nikolai i Sergei Legat del seu famós llibre El ballet rus a les caricatures. Es mostra a Petipa sostenint una pancarta que diu Петербургскій Балетъ, que significa 'Ballet de Sant Petersburg'.

El director Vsevolozhski va encarregar al gran compositor Piotr Illiitx Txaikovski la composició de la partitura de La bella dorment de Petipa, que es va estrenar el 15 de gener [C.J. 3 de gener] de 1890 . El ballet va resultar ser una de les obres mestres de la coreografia de Petipa. La Bella Dorment va demostrar ser tan popular que, l'abril de 1903, s'havia representat 100 vegades, la qual cosa la va convertir en una de les obres més populars del repertori del Ballet Imperial, només per darrere de La filla del faraó de Petipa.
A Petipa se li va diagnosticar un cas greu de pèmfig de la malaltia de la pell el 1892. El dolor constant i la picor provocats per aquesta malaltia van fer que Petipa s'abstingués de la coreografia durant tota la temporada teatral de l'Imperial Ballet 1892–1893. La història ha acceptat àmpliament que la responsabilitat de posar en escena la segona obra de Txaikovski per al Ballet Imperial El Trencanous, va recaure en el segon mestre de ballet del Teatre Imperial Lev Ivànov. Pel que fa a qui va ser el responsable final de la coreografia de The Nutcracker, moltes fonts es contradiuen. Alguns afirmen que Petipa va ser l'encarregat de muntar tot el ballet o que només va supervisar el progrés d'Ivánov. El Trencanous es va estrenar el 18 de desembre  [C.J. 6 desembre] de 1892 en doble cartell amb l'òpera Iolanta de Txaikovski al Teatre Mariinski. Molts crítics del dia van considerar que l'obra no era ni tan sols un ballet, amb massa èmfasi en l'espectacle, cosa que va fer encara més infructuosa ja que el paper de la ballarina es va reduir a un gran pas de deux a l'escena final. Els crítics també es van queixar que la coreografia d'Ivanov era banal, amb només alguns passatges reeixits simplement perquè Ivanov va imitar la coreografia de les danses de Petipa d'altres obres. Un d'aquests passatges esmentats a les ressenyes va ser el Valse des flocons de neige, que es deia que era gairebé idèntic a un vals del ballet de Petipa de 1879 La Fille des Neiges.
La malaltia de Petipa li va impedir treballar gairebé tota la temporada 1892-1893. Va ser durant aquest temps que Enrico Cecchetti, el gran ballarí i professor italià, va començar a ajudar Lev Ivanov a substituir Petipa en la posada en escena de ballets i assajos. El 1893 Petipa va supervisar la posada en escena de Cecchetti i Ivanov del ballet La Ventafocs, amb la música del baró Boris Fitinhof-Schell. La ballarina italiana Pierina Legnani va debutar en el paper principal, i el vespre de l'estrena, 15 de desembre  [C.J. 3 desembre] de 1893 , la seva perfecció de la tècnica i l'execució va causar sensació, amb crítics i balletomanes que la van aclamar com la ballarina suprema de la seva generació. En l'últim acte va sorprendre el públic interpretant una gesta mai executada per cap Ballarina: 32 fouettés en tournant. Petipa estava tan enamorada de la ballarina estel·lar que li va atorgar el títol rarament celebrat de Prima ballerina assoluta, i al llarg dels vuit anys següents, Petipa va organitzar molts ballets nous especialment pel seu talent.
Petipa va tornar a la coreografia després de la seva llarga malaltia amb el sol acte Le Réveil de Flore, amb la música de Riccardo Drigo. El ballet es va estrenar el 9 d'agost [C.J. 28 juliol] de 1894 al Palau de Peterhof. Petipa va organitzar Le Réveil de Flore en honor al casament de la filla del tsar Alexandre III, la gran duquessa Xènia, amb Alexandre de Rússia. El ballet va ser traslladat aviat al Teatre Mariinski.
El 1893 va morir Txaikovski, i el febrer de 1894 es va fer una gala en el seu honor al Teatre Mariinski. Per a l'ocasió Lev Ivanov va muntar la segona escena del Llac dels cignes de Txaikovski, produïda per primera vegada a Moscou el 1877. La gala va ser un èxit, amb el fragment del Llac dels cignes el més gran èxit del programa. Aviat va decidir que es posaria en escena un renaixement de l'obra de llarga durada per a la temporada 1894–1895, amb Ivanov posant en escena la segona i quarta escenes i Petipa la primera i la tercera escenes. Riccardo Drigo revisaria la partitura de Txaikovski de 1877 d'acord amb les instruccions de Petipa, i el germà de Txaikovski, Modeste, revisaria l'escenari del ballet. L'estrena el 27 de gener [C.J. 15 gener] de 1895 amb Legnani en el doble paper d'Odette/Odile va ser un triomf, i en la versió de Petipa i Ivanov el Llac dels Cignes es convertiria en un dels ballets més grans, sent una de les proves definitives per a la ballarina clàssica i el cos de ballet.

### El tombant del segle XX
Petipa passaria gran part dels seus últims anys revivint ballets més vells. L'hivern de 1895, Petipa va presentar despietats reavivaments del seu Talismà de 1889, i del Cavall de San Léon de 1864 El Cavall Petit Geperut (com La Tsar-Demoiselle), tots dos amb Legnani en els principals rôles. A la fi del segle xx, Petipa va presentar més reviscolaments: La filla del faraó el 1898; La Esmeralda, Giselle i Le Corsaire el 1899; La Baiadera el 1900 i Le Roi Candaule el 1903. Aquests reavivaments demostrarien ser el toc final de Petipa en aquestes obres.
Petipa també va muntar noves obres. Per a les celebracions en el Teatre Imperial Bolxoi de Moscou en honor a la coronació de l'emperador Nicholas II, Petipa va presentar el ballet d'un acte a la música de Drigo, Le Perle, que va resultar ser el major èxit durant la gala del 29 de maig [C.J. 17 Maig] de 1896 [O.S. de. Le Perle va ser realment un ballet à grand spectacle: basat en l'escena ballada no escenificada La Pérégrina de l'òpera de Verdi Don Carlos, que havia d'haver estat coreografiada pel germà de Petipa Lucien. El ballet va comptar amb algunes de les coreografies més grans de Petipa per a un elenc de 200 membres, totes ajustades a la puntuació wagneriana de Drigo que va presumir un cor fora de l'escenari.
El 1896 Petipa va fer una actuació benèfica per celebrar els 50 anys al servei dels Teatres Imperials de Sant Petersburg. Per a l'ocasió, Petipa va crear un dels ballets més luxosos que mai va muntar: Barbablava, basat en el conte de Perrault amb música de Pyotr Schenk, es va estrenar el 20 de desembre [C.J. 8 Desembre] de 1896  . El ballet va rebre una producció sumptuosa. Molts crítics van considerar que el ballet era només una excusa gegantesca per a l'espectacle i els balls, cosa que es va fer encara més evident amb l'espectacular exposició de Pierina Legnani en el paper principal d'Ysaure. El quadre final consistia en un divertissement astrològic de tres parts titulat El temple del passat, present i futur. El Temple del Futur va completar l'escena amb el Pas de deux éléctrique interpretat per Legnani i Nikolai Legat davant una gran ovació del públic. Malgrat les crítiques a Barbablava, la crítica va elogiar per unanimitat la imaginació aparentment il·limitada de Petipa en la creació de danses clàssiques, demostrant una vegada més que cap altre coreògraf a Europa podia pretendre ser el seu rival.
El 19 de gener [C.J. 7 gener] de 1898 Petipa, de gairebé vuitanta anys, va presentar un dels seus ballets més grans, Raymonda, ambientat a Hongria durant l'Edat mitjana amb la música d’Aleksandr Glazunov, que es va estrenar amb gran èxit. El Pas classique hongrois de Petipa de l'últim acte del ballet passaria a ser un dels seus fragments més celebrats i perdurables, amb la coreografia desafiant que va prodigar a Legnani (que va ballar el paper principal) convertint-se en una de les proves definitives de la ballarina clàssica.
Petipa va presentar la que seria la seva última obra mestra el 23 de febrer [C.J. 10 Febrer] de 1900  al Teatre de l'Hermitage, Les Millions d'Arlequin, una arlequinada ballètica amb música de Drigo. Arlequinada va ser dedicada tant per Drigo com per Petipa a la nova emperadriu, Alexandra Feodorovna, una obra que es convertiria en l'últim esclat perdurable de l'obra coreogràfica de Petipa.

### Últims anys amb el Ballet Imperial
Malgrat els seus grans èxits, els últims anys de Petipa amb el Ballet Imperial van ser difícils. Al tombant del segle xx van començar a fer-se evidents noves innovacions en l'art de la dansa clàssica. Amb tot això, la difícil relació de Petipa amb el nou director dels Teatres Imperials, Vladimir Telyakovsky, nomenat per al càrrec el 1901, va servir de catalitzador per al final del mestre de ballet. Telyakovski no va fer cap esforç per dissimular la seva antipatia per l'obra de Petipa, ja que va sentir que l'art del ballet clàssic s'havia estancat amb ell, i va pensar que altres coreògrafs haurien de tenir una oportunitat al capdavant del Ballet Imperial. Però fins i tot als vuitanta-tres anys, i patint el dolor constant provocat per un cas greu de pèmfig, la malaltia de la pell, el vell mestre no va mostrar signes d'alentiment, per a disgust de Telyakovski.
Un exemple dels esforços de Teliakovski en el seu intent de destronar Petipa va arribar el 1902 quan va convidar a Alexander Gorski, ex primer danseur al Ballet Imperial, a escenificar la seva pròpia versió del ballet de 1869 de Petipa El Quixot. Gorski havia estat contractat com Mestre de Ballet al Ballet del Teatre Imperial Bolxoi de Moscou, i el 1900 va muntar una revisió completa del Quixot en una versió radicalment diferent de l'original de Petipa. Petipa es va posar furiós quan es va assabentar que aquesta nova versió seria escenificada per a la companyia de Sant Petersburg, ja que ni tan sols havia estat consultat sobre la producció d'un ballet que va ser originalment la seva creació. Mentre observava un assaig de la producció de Gorski en el Teatre Mariinski, A Petipa el van escoltar cridant «Algú li dirà a aquest jove que encara no estic mort?». Petipa es va frustrar encara més pel fet que el recentment nomenat redactor del Teatre Imperial, Nicholas Sergeyev, rebia grans sumes per a viatjar per tot l'Imperi rus i escenificar moltes de les obres del vell Mestre de Ballet.

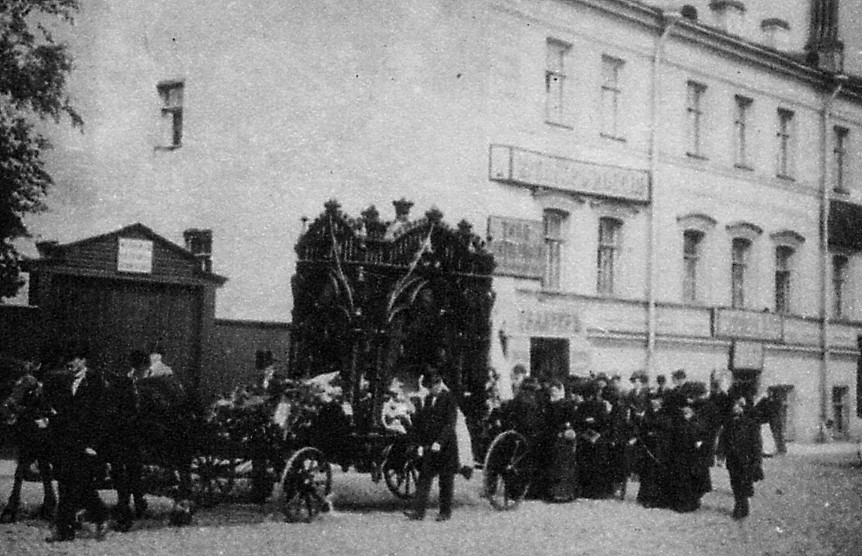
Cortègi fúnebre de Marius Petipa, 17 de juliol de 1910, Sant Petersburg, Rússia

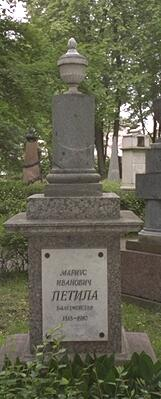
La tomba de Petipa al monestir d'Alexandre Nevski, Sant Petersburg, Rússia

A finals de 1902, Petipa va començar a treballar en una adaptació al ballet del conte Blancaneus i els set nans titulada El mirall màgic. Petipa va muntar l'obra per a la seva pròpia actuació en benefici, que havia de marcar una semi retirada per al mestre de ballet. El ballet, amb la música del compositor avantguardista Arseni Koresxenko, es va oferir el 22 de febrer [C.J. 9 Febrer] de 1903  al Teatre Mariinski davant un públic format per tota la Família Imperial i molts membres de la noblesa de Sant Petersburg. La producció comptava amb una decoració estranya i vestits que es van considerar no és apte per a un ballet clàssic. Malgrat això, Petipa va rebre una gran ovació del públic al final de l'actuació. Le Miroir magique va rebre crítiques mordaces a la premsa, i es va considerar un fracàs total, tot i que la coreografia de Petipa no va ser esmentada entre les crítiques. Poc després va començar a circular el rumor que Petipa havia de ser substituïda, i Telyakovski fins i tot va fer un anunci al Stock Trade Bulletin, un diari de Sant Petersburg, que ...la companyia de ballet s'haurà d'acostumar a un nou mestre de ballet... Alexander Gorski posarà en escena les seves pròpies versions de  El petit cavallet geperut i El llac dels cignes. Al final, Gorski mai va succeir a Petipa com a primer mestre de ballet. El lloc cobejat aniria després a Mikhaïl Fokin.
Telyakovski sabia que no podia acabar legalment amb l'ocupació de Petipa, ja que encara estava contractat com a primer mestre de ballet, així que va començar una campanya per expulsar l'envellit mestre de ballet del teatre. El 1902 Teliakovski va establir un comitè de membres influents dels Teatres Imperials en un esforç per eliminar els poders de Petipa pel que fa al càsting, el repertori i el nomenament de ballarins, encara que, per a disgust de Teliakovski, els membres del comitè van nomenar president Petipa. Aviat Teliakovski va començar deliberadament a no enviar carruatges per recollir Petipa per a assajos particulars, o a no enviar-li llistes de càsting per a diversos ballets, i fins i tot a no informar Petipa dels diversos assajos que tenien lloc, informació que el mestre de ballet havia de tenir legalment. No obstant això, l'edat avançada de Petipa i la mala salut li van deixar amb poca energia per oposar-se al director. Petipa va ser convidat el març de 1904 a posar en escena La filla del faraó a l'Òpera de París (l'Òpera Garnier) per parents de Jules-Henri Vernoy de Saint-Georges, que va escriure el llibret del ballet, però la seva salut li va impedir.
Malgrat la situació amb Telyakovski i l'estat de salut, Petipa encara va aconseguir treballar, ja que els ballarins del Ballet Imperial el buscaven constantment per assessorament i entrenament, i fins i tot va aconseguir revisar alguns dels balls de les seves obres més antigues.. El 1904 Petipa va entrenar a la gran Anna Pàvlova per a les seves actuacions a Giselle i el seu debut a Paquita.
Els diaris de Petipa reflecteixen la por constant al seu cos envellit, i que li quedava poc temps de vida. A la llum d'això, el Mestre de Ballet va passar gairebé cada minut que podia crear variacions i diversos números, així com refer molts dels balls en les seves obres més antigues. El 1903 Petipa va presentar una coreografia completament nova per a molts dels pas en el seu ballet de 1868 Le Roi Candaule. Per a aquest, Petipa va crear una nova versió del cèlebre Pas de Diane que posteriorment seria transformada per Agripina Vagànova en el famós Diane i Actéon Pas de Deux. Aquest treball va portar al Mestre de Ballet a escriure en els seus diaris Soc increïble.
Aleshores, Petipa es va posar a treballar en el que seria el seu darrer ballet. La Romance d'un Bouton de rose et d'un Papillon amb la música de Drigo va ser, segons Olga Preobrajenska, ... una petita obra mestra. L'obra estava prevista per a la presentació el 5 de febrer [C.J. 23 gener] de 1904 per a una actuació al Teatre Imperial de l'Ermita, però el director Telyakovski va cancel·lar bruscament l'actuació només dues setmanes abans de l'estrena, l'explicació oficial va ser l'esclat de la guerra russo-japonesa. Per a Petipa aquesta va ser la gota final, i poc després se'l veia poc al teatre o a l'Escola Imperial de Ballet on es feien els assajos. El ministre de la Cort Imperial, l'aristòcrata baró Fredericks va donar a Petipa el títol de Mestre de ballet de per vida i li va concedir una pensió anual de 9.000 rubles.

## Estil
Les coreografies de Petipà es caracteritzen pel seu rigor tècnic, la riquesa de mitjans i un sentit de l'elegància que fugia de floritures i pompositat afuncionals o innecessàries. Detestava l'estil que considerava massa acrobàtic de l'escola italiana i el luxe desanimat del tardà ballet francès. Va intentar conservar i enriquir l'herència romàntica, portant la tradició als seus més alts nivells, va reformar el paper del ballarí masculí i donar corporeïtat diferenciada a l'home i a la dona, de manera que se n'explotessin al màxim les propietats anatòmiques i enèrgiques de cadascú. També va suprimir la figura del favorit (o favorita), tractant a tots amb igualtat.
En la redacció de les seves coreografies era minuciós. Anava escrivint en una llibreta les diverses evolucions que la partitura exigia, incloent-hi retrats i perfils de les actituds que imaginava en els diversos personatges. El cim de cadascuna de les seves obres era el pas à deux entre dos protagonistes, que comença amb un adagio a càrrec de tots dos, segueix amb variacions alternades, una per ella i una per a ell, una lenta (adaggio) i una altra ràpida (allegro o grand alegro), i acaba amb un nou duo, exigent de tècnica i resolt amb un posat (posé) entrellaçat. D'aquesta manera, Petipà va reunir la tradició de la velocitat italiana amb l'herència de l'adagi en un estil depurat i elegant.

## En la ficció
- La ballarina de Sant Petersburg d’Henri Troyat (2000) explica el destí d'una ballarina russa fictícia que, des dels nou anys, és portada pel seu pare a l'Escola Imperial de Dansa davant del llegendari Marius Petipa.
- A la pel·lícula de televisió de cinc parts d’Emil Loteanu, Anna Pavlova, estrenada el 1983, el personatge de Marius Petipa és interpretat per Pyotr Gusev.

## Galeria

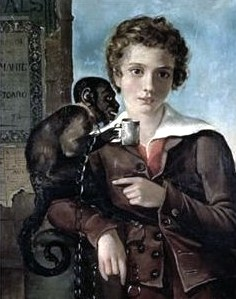
Marius Petipa Jocko o el mico brasiler, Brussel·les, 1827.
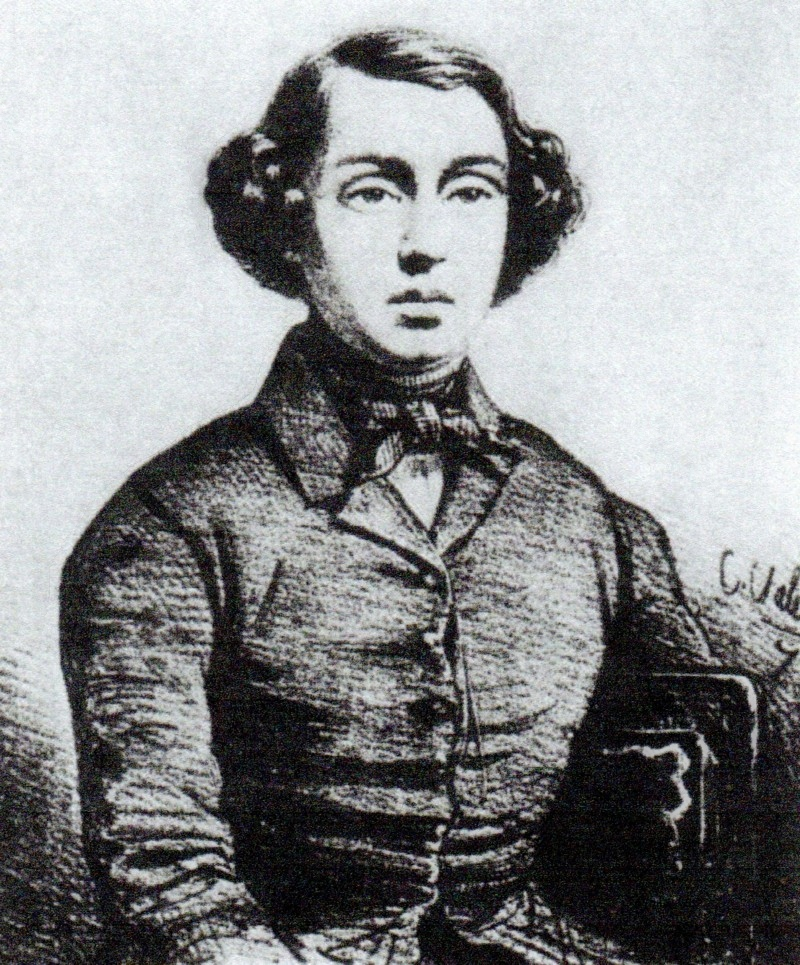
Marius Petipa als 12-15 anys, c. 1835.
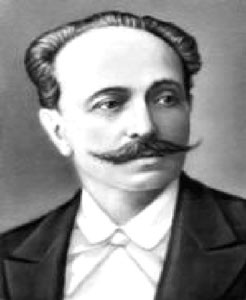
Marius Petipa al Teatre Mariinski de Sant Petersburg, c. 1860.
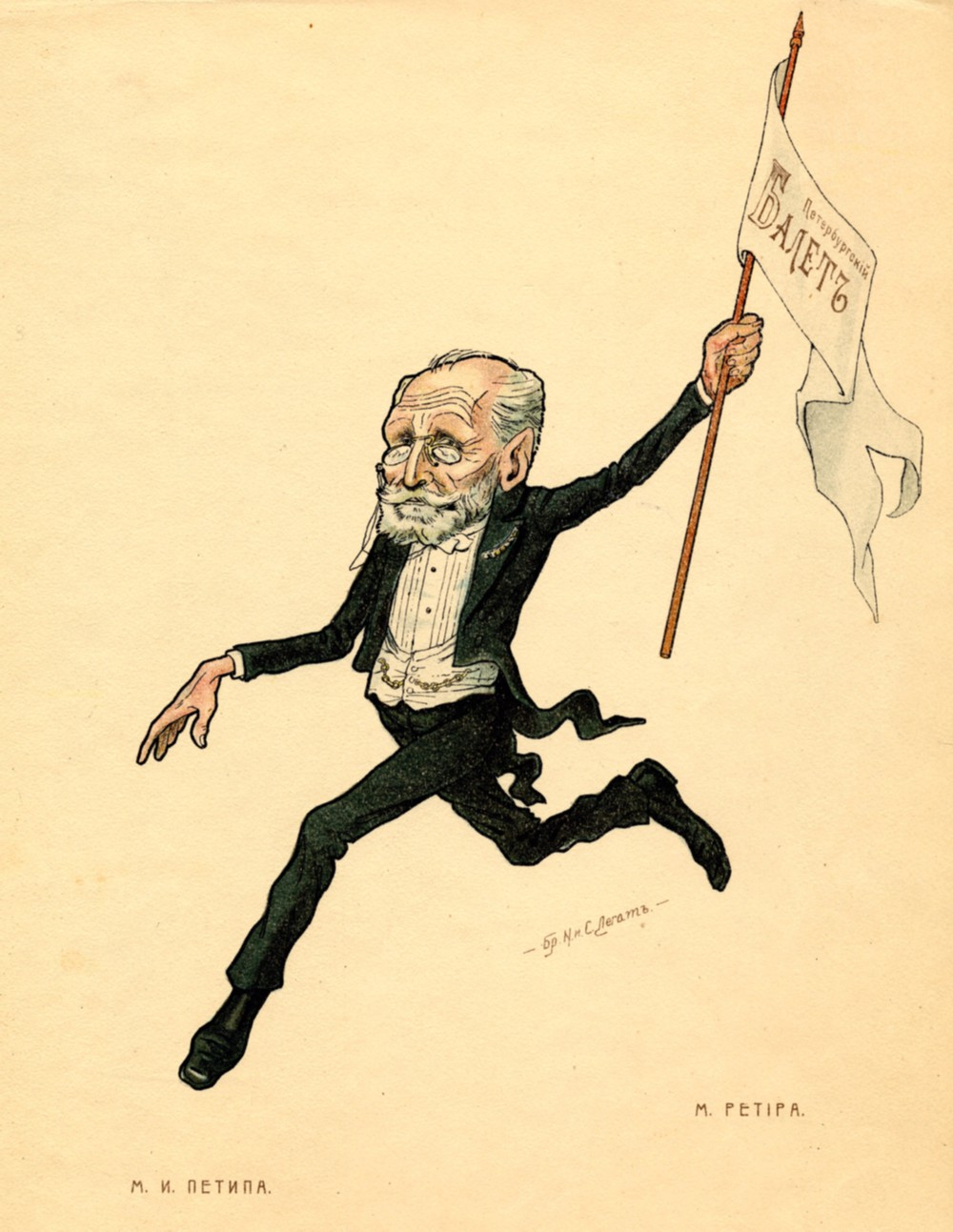
Caricatura de Marius PetipaNicolau i Serge Legat.
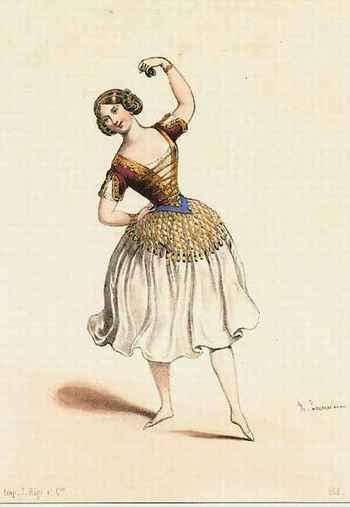
Carlotta Grisia Paquita, 1846.
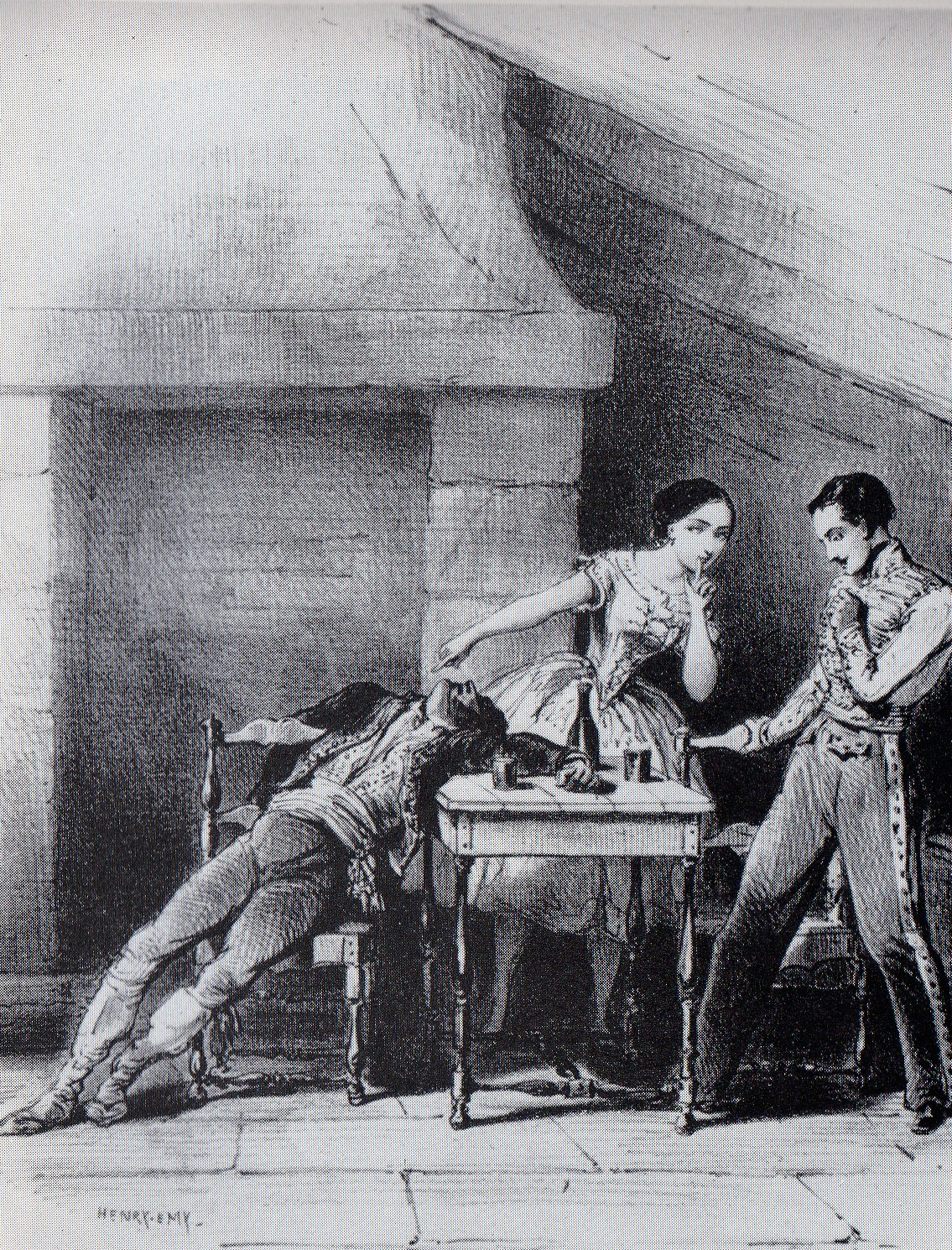
Carlotta Grisi, Lucien Petipa, Georges Ellie a Paquita coreografia de M. Petipa, 1846.
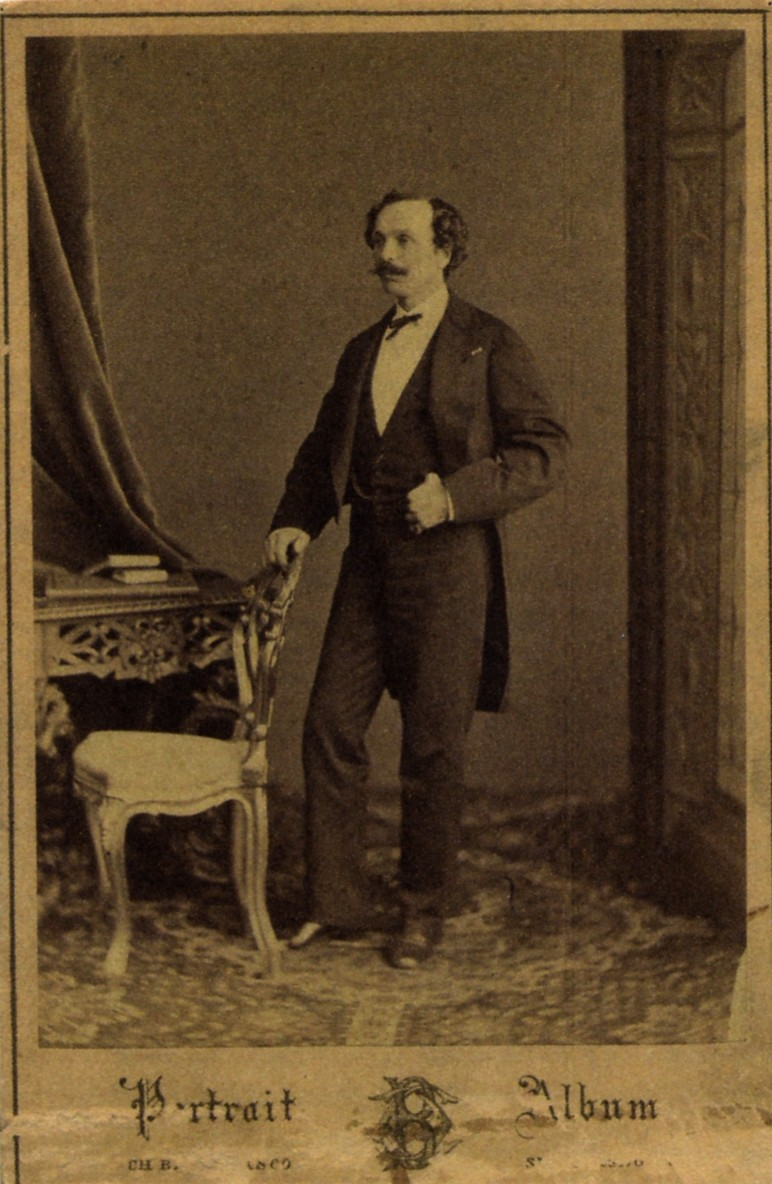
Marius Petipa, 1870-72.
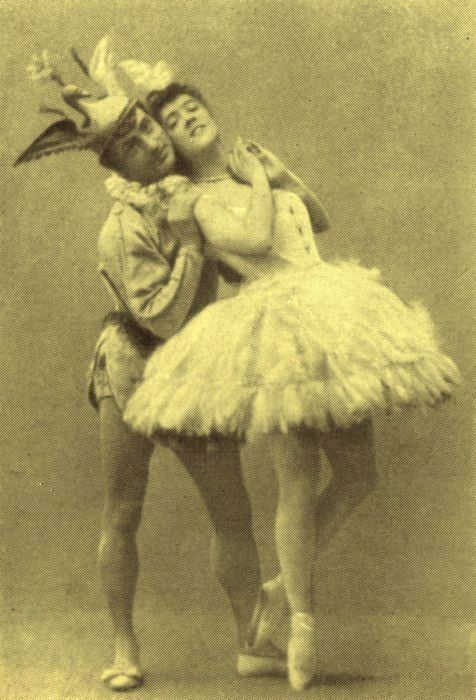
.Varava Nikitina iEnrico Cecchetti a La Bella Dorment, 1890.
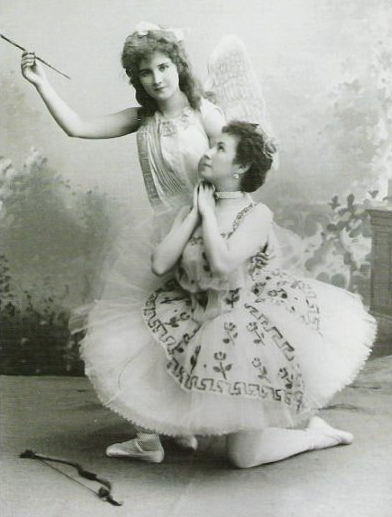
Mathilde Kschessinska i Vera Trefilova al ballet El despertar de la Flora, 1894.
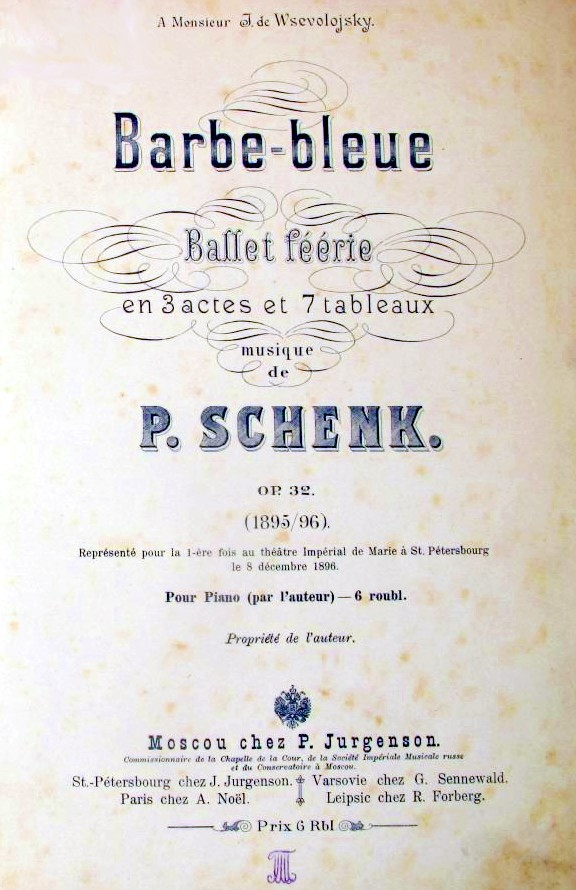
Barbablava amb coreografia de Marius Petipa, 1896.
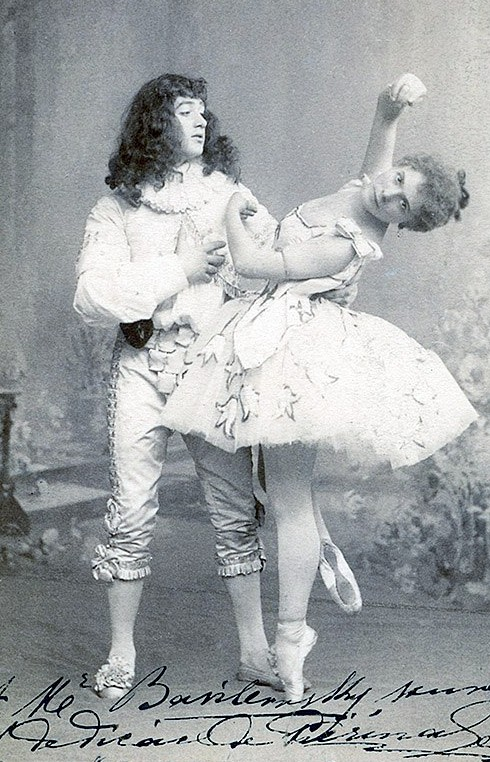
Serge LegatiPierina Legnani a Barbablava, coreografiada per Marius Petipa, 1896.
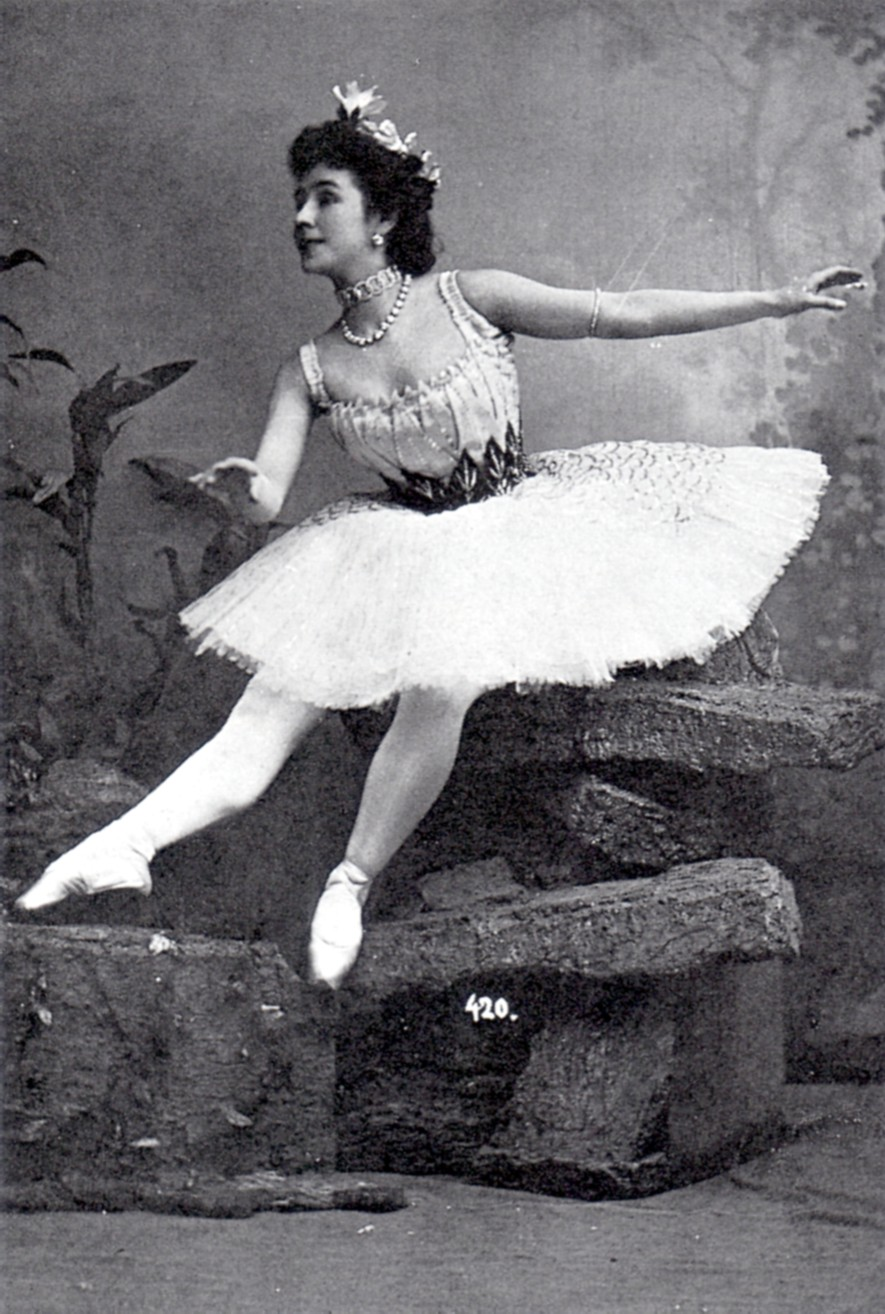
Mathilde Kschessinska a La noia del faraó, c. 1898-1900.
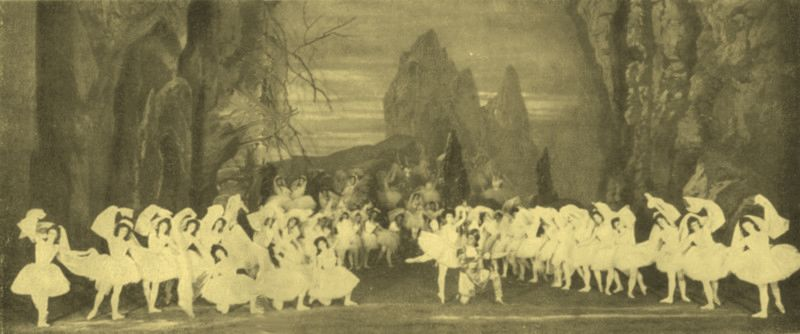
Representació al Teatre Mariinsky de La Baiadera, música de Minkus, coreografia de M. Petipa, 1901.
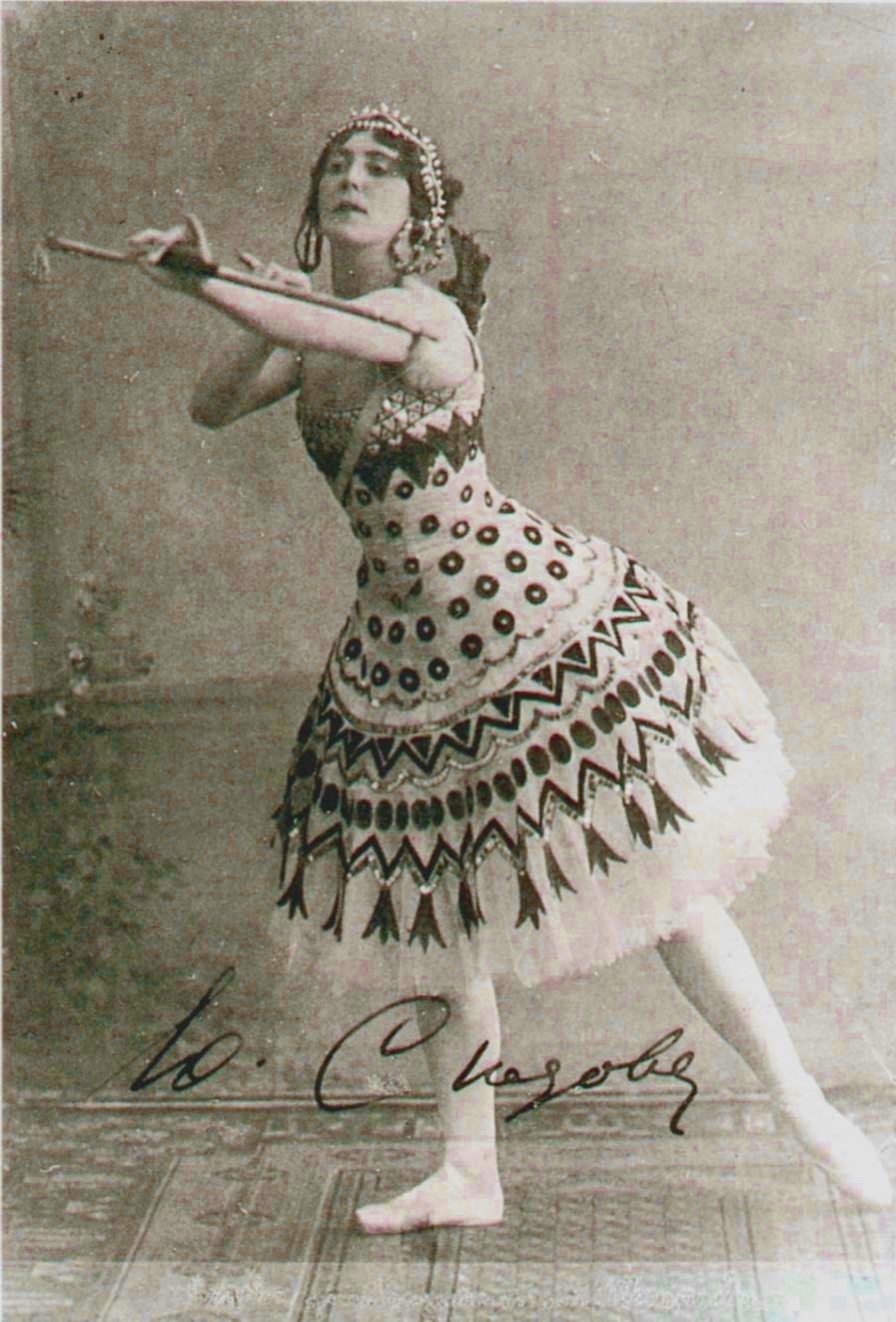
Júlia Sedova La filla del faraó, Coreografiada de Marius Petipa, 1905.
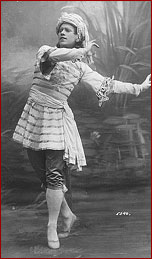
Vàtslav Nijinski a El Talisman, 1909.
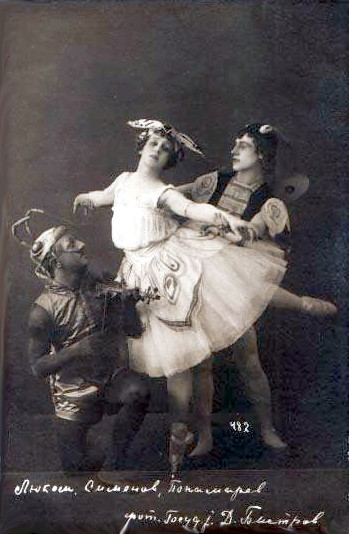
Els capritxos de la papallona de Marius Petipa, Sant Petersburg, 1911.
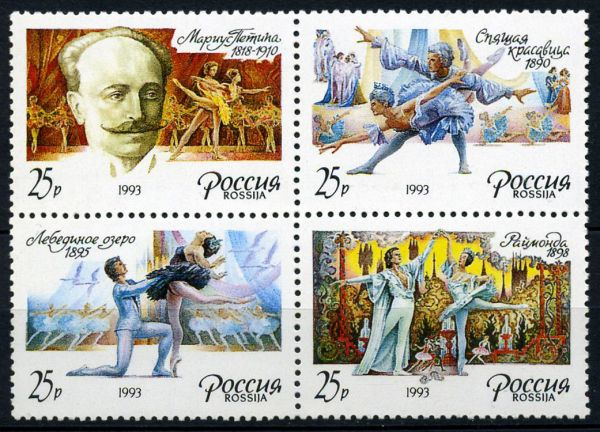
Segells de Rússia en l'Aniversari del naixement de Marius Petipa, 1993.
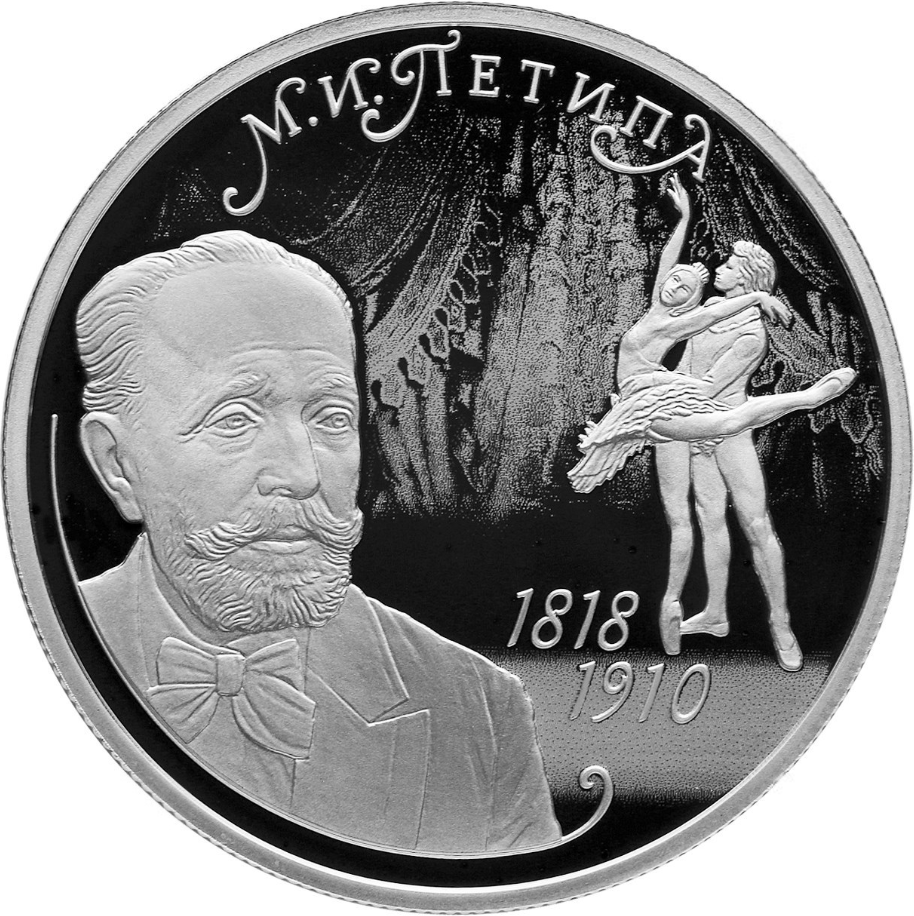
Moneda de plata de 2 rubles del Banc de Rússia per l'aniversari del seu naixement, 2018.